# 尾三消防組合
尾三消防組合（びさんしょうぼうくみあい）は、愛知県日進市、長久手市、豊明市、みよし市および愛知郡東郷町によって組織された一部事務組合（消防組合）である。管轄区域は前述の4市1町。

## 概要
- 消防本部：愛知郡東郷町大字諸輪字曙18番地
- 管内面積：129.90 km2
- 職員定数：335名
- 消防署5か所、出張所3か所、本部（特別消防隊）1か所
- 主力機械（2015年（平成27年）4月1日現在）
  - 水槽付消防ポンプ自動車：9
  - 救助対応型水槽付消防ポンプ自動車：6
  - 梯子付消防自動車：3
  - 屈折梯子付き消防自動車：１
  - 高所救助車 :  1
  - 化学消防車：2
  - 水槽車：5
  - 救助工作車：3
  - 指揮車：1
  - 指令車：9
  - 資機材運搬車：1
  - 支援車：2
  - 重機・重機搬送車：1
  - 高規格救急自動車：12
  - その他：12

## 沿革
- 1971年（昭和46年）12月1日 - 西加茂郡三好町・愛知郡日進町および愛知郡東郷町の3町により尾三消防組合を設立。
- 1994年（平成6年）10月1日 - 日進町が市制施行し日進市となったことに伴い、組合の構成自治体が1市2町となる。
- 2010年（平成22年）1月4日 - 三好町がみよし町に改称するとともに市制施行しみよし市となったことに伴い、組合の構成自治体が2市1町となる。
- 2013年（平成25年）4月1日 - 尾三消防組合・豊明市・長久手市消防指令センターが運用開始。
- 2018年（平成30年）4月1日 - 豊明市、長久手市が組合に加入し、構成自治体が4市1町となる。豊明市消防本部、長久手市消防本部を統合。豊明市消防署・長久手市消防署をそれぞれ尾三消防組合豊明消防署・長久手消防署とする。

## 消防署
| 消防署       | 住所                             | 出張所                             |
| ------------ | -------------------------------- | ---------------------------------- |
| 日進消防署   | 日進市本郷町宮下3番地            | 西：日進市浅田町西浦15番地         |
| 東郷消防署   | 愛知郡東郷町大字春木字桝池16番地 | なし                               |
| みよし消防署 | みよし市福谷町才戸50番地         | 南：みよし市明知町西ノ口59番地の17 |
| 豊明消防署   | 豊明市沓掛町宿234番地            | 南部：豊明市新栄町3丁目376番地の2  |
| 長久手消防署 | 長久手市岩作長池51番地           | なし                               |